# Кленгель, Мориц Готхольд
Мориц Готхольд Кленгель (нем. Moritz Gotthold Klengel; 4 мая 1793, Штольпен — 14 сентября 1870, Лейпциг) — немецкий скрипач.
Сын городского органиста и кантора Иоганна Готлиба Кленгеля (1761—1848), представитель разветвлённой музыкальной династии: его внуками были Пауль и Юлиус Кленгели и Юлиус Рёнтген, брат Август Готлиб Кленгель (1787—1860) был оперным певцом, известным музыкантом был также его двоюродный племянник Август Александр Кленгель.
Учился в Дрездене, откуда в 1809 году отправился пешком в Лейпциг для прослушивания в Оркестр Гевандхауса. В Лейпциге продолжил музыкальное образование под руководством Генриха Августа Маттеи. В 1814 году был принят в оркестр на постоянной основе и играл в нём до 1868 года; долгое время был помощником концертмейстера (при Маттеи), с 1850 года концертмейстер вторых скрипок. Преподавал в Лейпцигской консерватории.
В 1818—1834 гг. состоял в масонской ложе «Балдуин у липы», в 1829—1832 гг. её музыкальный руководитель.